# Amore e rivoluzione
Amore e rivoluzione è il quarto album in studio del gruppo musicale italiano Eugenio in Via Di Gioia, pubblicato il 20 maggio 2022.

## Tracce
1. Quarta rivoluzione industriale (feat. Elio) – 4:12
2. Terra – 3:26
3. Filastrocca per grandi (feat. Piccolo Coro dell'Antoniano) – 3:59
4. Libero – 3:26
5. In cima (feat. Francesca Michielin) – 2:58
6. Rabbia – 2:58
7. Provincia assassina – 2:02
8. Nuvola – 3:57
9. Plot Twist – 2:41
10. Giornalaio – 2:55
11. Umano – 3:17
12. Utopia – 3:47

## Classifiche
| Classifica (2022) | Posizione massima |
| ----------------- | ----------------- |
| Italia            | 13                |